# María de Jesús Castillo
María de Jesús Castillo Nicacio (6 de julho de 1983) é uma ex-futebolista mexicana que atuava como defensora.

## Carreira
María de Jesús Castillo representou a Seleção Mexicana de Futebol Feminino, nas Olimpíadas de 2004. 